# Въже
Въжето е материал, направен от усукани текстилни, метални или синтетични влакна или ленти. Текстилните въжета се изработват най-вече от памук, коноп и лен. Металните въжета за товари са от стомана със сложна многослойна конструкция. Медните и алуминиеви въжета ползвани в токопреносната мрежа по същество са кабели без изолация като товароносимостта им е ограничена до теглото им. Синтетичните се изработват от полиестер, полипропилен, найлон или полиетилен. Въжета се използват в индустрията и някои спортове като алпинизъм, ветроходство и спелеология. При завързване на възел вследствие на усукването първоначалната издръжливост на въжето пада като може да достигне и под половината от първоначалната.